# حزب الأمة (إندونيسيا)
حزب الأمة هو حزب سياسي في إندونيسيا. تم الإعلان عن تشكيل الحزب في 1 أكتوبر 2020 وإعلانه في 29 أبريل 2021.
تأسس الحزب من قبل الرئيس السابق للمجلس الاستشاري لحزب الانتداب الوطني أمين رايس. أصبح الرايس وهو إسلامي حديث تحول إلى إسلامي محافظ، رئيسًا بعد خلاف داخلي في الحزب حول دعم إدارة جوكووي.
يهدف الحزب إلى جذب الشعبويين الإسلاميين، الذين تزايد حضورهم في عهد أكسي بلا إسلام. على الرغم من ادعاء الحزب بأنه «حزب قائم على البانكاسيلا»، جند العديد من الشخصيات الإسلامية اليمينية البارزة ضمن صفوفهم ونفذ أجندات إسلامية يمينية.
أنسوفري إدروس سامبو «المعلم الروحي» السابق لبرابوو سوبيانتو، زعيم غاردا 212 وزعيم رئاسة خريجي 212 سابقًا، هو واحد من العديد من الشخصيات الإندونيسية الإسلامية اليمينية التي انضمت إلى الحزب. غاردا 212 هي أداة سياسية غير رسمية مخصصة لخريجي أكسي بلا إسلام، لكنها نجحت في توفير القنوات والدعم للخريجين ليصبحوا مرشحين تشريعيين خلال الانتخابات العامة الإندونيسية لعام 2019. كما تشتهر المنظمة بإطلاقها العديد من نظريات المؤامرة الإسلامية الشعبوية، بما في ذلك إحدى النظريات التي زعمت أن تفجيرات سورابايا 2018 كانت بمثابة هجوم علم زائف.